# Dragon Ball (mangá)
Dragon Ball (ドラゴンボール, Doragon Bōru) é uma série de mangá shōnen  japonesa escrita e ilustrada por Akira Toriyama. Ela foi originalmente serializada na revista Weekly Shonen Jump de1984 a 1995, com os 519 capítulos individuais coletados em 42 volumes tankōbon pela Shueisha. Dragon Ball foi inicialmente inspirado pelo clássico romance chinês Jornada ao Oeste e tem fortes  aspectos de comédia no início, mas uma mudança ocorre o transformando em grande parte em uma série de luta cheia de ação. A série segue as aventuras de Son Goku, desde a sua infância até a idade adulta, enquanto ele treina artes marciais e explora o mundo em busca das sete orbes conhecidas como Esferas do Dragão, que invocam um dragão que realiza desejos quando reunidas. Ao longo de sua jornada, Goku faz vários amigos e batalha uma grande variedade de vilões, muitos dos quais também procuram as Esferas do Dragão.
O mangá foi adaptado em duas séries de anime produzidas pela Toei Animation: Dragon Ball e Dragon Ball Z ,  que juntos foram transmitidos no Japão de 1986 a 1996. Várias empresas desenvolveram vários outros tipos de mercadorias baseadas na série levando a uma grande franquia de mídia que inclui filmes, OVAs, jogos de cartas colecionáveis, numerosas figuras de ação, juntamente com várias coleções de trilhas sonoras e um grande número de jogos eletrônicos.
Desde o seu lançamento, Dragon Ball tornou-se uma das mais bem sucedidas séries de mangá de todos os tempos. Seus 42 volumes venderam mais de 156 milhões de cópias no Japão e mais de 240 milhões de cópias em todo o mundo, tornando-se uma das séries de mangá mais vendidas da história. Ele também é considerado uma das séries de mangá mais influentes já feitas, com muitos artistas de mangá como Eiichiro Oda (One Piece), Masashi Kishimoto (Naruto) e Tite Kubo (Bleach), citando Dragon Ball como fonte de inspiração de suas obras.

## Enredo
A série começa com um menino com rabo de macaco chamado Son Goku fazendo amizade com uma adolescente chamada Bulma, que ele acompanha para encontrar as sete Esferas do Dragão, que convocam o dragão Shenlong para conceder ao usuário um desejo. A jornada os leva ao ladrão do deserto Yamcha, que mais tarde se torna um aliado; Chi-Chi, a quem Goku inconscientemente concorda em se casar; e Pilaf, um anão azul que procura as esferas do dragão para cumprir seu desejo de dominar o mundo. Goku então se submete a rigorosos treinamentos sob o mestre de artes marciais Kame Sennin, a fim de lutar no Tenkaichi Budōkai (天下一武道会; lit. “Torneio de Artes Marcial do Mais Forte Abaixo dos Céus”). Um monge chamado Kuririn se torna seu parceiro de treinamento e rival, mas logo eles se tornam melhores amigos. Após o torneio, Goku procura a Esfera do Dragão que seu avô o deixou e quase sozinho derrota o Exército da Red Ribbon e seu assassino contratado Tao Pai Pai. Depois disso, Goku se reúne com seus amigos para derrotar os lutadores da vidente Vovó Uranai e fazer com que ela localize a última Esfera do Dragão para reviver um amigo morto por Tao Pai Pai.
No Tenkaichi Budokai, três anos depois, Goku e seus aliados se opõem ao rival de Kame Sennin, e e ao irmão de Tao Pai Pai, Tsuru Sennin, e seus alunos Tenshinhan e Chaos. Kuririn é morto após o torneio e Goku rastreia e é derrotado por seu assassino, Piccolo Daimaoh. O samurai Yajirobe leva Goku para o eremita Karin, onde ele recebe cura e um impulso de poder. Enquanto isso, Piccolo luta com Kame Sennin e Chaos, levando ambos as suas mortes, e usa as Esferas do Dragão para recuperar sua juventude antes de destruir Shenlong. Goku então mata Piccolo Daimao, que, pouco antes de morrer, desova seu filho/reencarnação Piccolo. Karin leva Goku para Kami-Sama, o criador original das Esferas do Dragão, para restaurar Shenlong e reviver seus amigos mortos. Goku treina sob Kami para os próximos três anos, se reunindo com seus amigos no Tenkaichi Budokai, onde ele por pouco vence Piccolo antes de sair com Chi-Chi para manter sua promessa de casar com ela.
Cinco anos depois, Goku é um jovem adulto e pai de seu filho Gohan, quando Raditz chega à Terra, identifica Goku como seu irmão mais novo 'Kakaroto' e revela a ele que eles são membros de uma raça extraterrestre quase extinta chamada Sayajins ((サイヤ人, Saiya-jin), que enviou Goku para conquistar a Terra para eles, até que ele sofreu uma grave lesão na cabeça e perdeu toda a memória de sua missão. Goku se recusa a continuar a missão, se alia com Piccolo, e sacrifica sua vida para derrotar Raditz. Na vida após a morte Goku treina sob o Kaio do Norte até que ele é revivido pelas Esferas do Dragão para salvar a Terra da invasão de Nappa e Vegeta. Na batalha. Yamcha, Chaos, Tenshinhan e Piccolo são mortos, e as Esferas do Dragão deixam de existir. Kuririn e o tirano galáctico Freeza descobrem outro conjunto de Esferas do Dragão no planeta Namekusei (ナメック星, Namekku-sei), onde Bulma, Gohan e Kuririn procuram por elas para reviver seus amigos e, posteriormente, as Esferas do Dragão da Terra, levando a várias batalhas com os asseclas de Freeza e Vegeta, este último ao lado dos heróis para lutar contra as Forças Especiais Ginyu, uma equipe de mercenários. A longa batalha com o próprio Freeza chega ao fim quando Goku se transforma em um Super Saiyajin (超サイヤ人\, Sūpā Saiya-jin) de lendas e o derrota.
Um grupo de andróides (人造 人間, Jinzōningen; lit. “Humanos Artificiais”) criado por um membro do ex-Exército Red Ribbon, o Dr. Gero, aparece três anos depois, buscando vingança contra Goku. Durante este tempo, uma forma de vida maligna chamada Cell também emerge e, depois de absorver dois dos Andróides para alcançar sua “forma perfeita”, realiza seu próprio torneio de luta para desafiar os protagonistas. Após Goku sacrificar sua própria vida em vão, Gohan vinga seu pai, derrotando Cell. Sete anos mais tarde, Goku, brevemente revivido por um dia, e seus amigoss são atraídos para uma luta contra Majin Boo. Depois de inúmeras batalhas, incluindo a destruição e recriação da Terra, Goku destrói Boo com um Genki-Dama (uma esfera de pura energia tirada de todos os seres inteligentes na Terra) e deseja que ele seja reencarnado como uma “boa pessoa”. Dez anos mais tarde, em outro Tenkaichi Budokai, Goku encontra a reencarnação humana de Boo, Uub. Deixando sua luta inacabada, Goku parte com Oob para treiná-lo para ser o novo guardião da Terra.

## Produção

### História
A fim de ser permitido terminar sua popular série Dr. Slump, Akira Toriyama concordou começar seu próximo trabalho relativamente logo depois. Ele e seu editor, Kazuhiko Torishima, tiveram muitas discussões sobre o que o artista deveria seguir. Ele criou vários one-shots que foram publicados, mas nenhum foi muito bem recebido.  Torishima então sugeriu que, já que que Toriyama gostava de filmes de kung fu, principalmente aqueles com Jackie Chan, sua próxima série deveria ser um manga shōnen de kung fu. Isso resultou no one-shot de duas partes Dragon Boy (騎竜少年, Doragon Bōi), publicado nas edições de agosto e outubro de 1983 questões da Fresh Jump. A história segue um garoto que treina artes marciais, chamado Tanton (唐 童 た ん と ん), enquanto ele escolta uma princesa em uma viagem de volta para seu país de origem. Dragon Boy foi muito bem recebido e, portanto, desenvolvido para ser uma série, que se tornou Dragon Ball.
Dragon Ball foi vagamente modelado no clássico romance chinês Jornada ao Oeste. Desde que foi publicado em uma revista shōnen, Toriyama adicionou a ideia das Esferas do Dragão para dar-lhe uma atividade semelhante a um jogo de reunir algo, sem pensar no que os personagens desejariam. Com Goku sendo Sun Wukong, Bulma como Xuanzang, Oolong como Zhu Bajie e Yamcha sendo Sha Wujing, ele pensou originalmente que duraria aproximadamente um ano ou terminar logo que as Esferas do Dragão fossem encontradas. Toriyama afirmou que, embora as histórias sejam propositadamente fáceis de entender, ele especificamente apontou Dragon Ball a leitores mais velhos que os de seu anterior  Dr. Slump.
A série não foi popular no começo. Embora suspeitasse que as batalhas apelariam mais a sua audiência de shōnen. Toriyama tentou se manter com o aspecto de aventura de Jornada ao Oeste que ele próprio apreciava. Foi só depois que ele se cansou de Torishima reclamando sobre a sua popularidade, que Toriyama cedeu e trouxe mais lutas mostrando o primeiro Tenkaichi Budokai. Apesar de sua relutância, o autor disse que se sentiu bem quando a série, de fato, pegou popularidade naquele ponto. No entanto, Akira afirmou que ele ainda tentou resistir, voltando ao aspecto de aventura com o arco das Forças Red Ribbon e visitando a Vila Pinguim do Dr. Slump para adicionar comédia, mas finalmente ele passou a focar completamente nas lutas. O autor disse que a Torre Músculo, no enredo das Forças Red Ribbon, foi inspirada no jogo eletrônico Spartan X, no qual os inimigos parecem muito rápidos e basicamente o mesmo que o Tenkaichi Budokai, mas não em um cenário de torneio. Ele então criou Piccolo Daimaoh como um vilão verdadeiramente malvado e, consequentemente, disse que são os arcos mais interessantes para desenhar.
Uma vez que Goku e seus amigos se tornaram os mais fortes na Terra, eles se voltaram para oponentes extraterrestres incluindo os Sayajins. Freeza, que forçosamente assumiu planetas para revendê-los, foi criado em torno da época da bolha financeira japonesa e inspirado por especuladores imobiliários, a quem Toriyama chamou de “pior tipo de pessoas.” Yū Kondō, segundo editor do Toriyama do arco Sayajin até a aparição do Cell Perfeito, e Fuyuto Takeda, seu terceiro editor de Cell Perfeito até o final da série, disse que Dragon Ball atingiu seu auge em popularidade durante o arco Freeza. Em uma votação de popularidade de mil votações realizada na Weekly Shonen Jump, Dragon Ball recebeu 815 deles. Achando a escalada de inimigos difícil, Toriyama criou as Forças Especiais Ginyu para adicionar mais equilíbrio à série.
Toriyama disse que ele fez um grande esforço com o arco Andróide/Cell, sentindo que ele não poderia superar a batalha com Freeza. Ele acrescentou viagem no tempo, mas disse que ele teve um tempo difícil com ele, apenas sendo capaz de pensar no que fazer naquela semana. Após a morte de Cell, Toriyama pretendia que que Gohan substituísse Goku como o protagonista da série, mas sentia que o personagem não era adequado para o papel e mudou de ideia. Mesmo depois de Cell, Toriyama sentiu que não poderia terminar ali e assim continuou para o arco Majin Boo. Porque ele resolveu que este fosse o final, ele decidiu desenhar o que queria e assim inseriu comédia com a persona Grande Sayaman de Gohan e Gotenks. No entanto, ele não pensou em um final até o último capítulo; saltando 10 anos adiante para sinalizar que era verdadeiramente o fim. Querendo tornar um pouco mais claro que as batalhas de Goku tinham terminado e uma nova geração estava assumindo, Toriyama adicionou para terminar o re-lançamento em kanzenban de Dragon Ball, que terminou em 2004.
Quando perguntado em 2015 quando ele acha que Dragon Ball deveria ter terminado, Torishima disse que “tudo deveria ter terminado na saga de Freeza”. Torishima também sugeriu que se tivesse terminado em Freeza, talvez Toriyama teria sido capaz de criar um terceiro mangá de sucesso, como Dr Slump e Dragon Ball.
Comentando o sucesso mundial de Dragon Ball quase duas décadas depois que terminou, Toriyama disse: “Francamente, eu não entendo por que isso aconteceu. Mas o mangá estava sendo serializado, a única coisa que eu queria enquanto eu ficava desenhando era fazer crianças japonesas felizes”.”O papel do meu mangá é ser um trabalho de entretenimento de uma vez por todas, eu ouso dizer que não me importo mesmo que [minhas obras] não tenham deixado nada para trás, desde que tenham entretido seus leitores”.

### Processo criativo e arte
Normalmente, ao criar um capítulo de mangá, um artista desenha um rascunho ou “nome”, então um storyboard mais detalhado e, finalmente, a versão finalizada. No entanto, Toriyama só desenha um storyboard e, em seguida, o produto final, simplesmente porque é menos trabalho. Toriyama não planeja os detalhes de suas histórias com antecedência. Ao iniciar a serialização de Dragon Ball, ele só havia preparado storyboards para três capítulos. O autor disse que durante a sua serialização ele iria esperar até cerca de dois dias antes do seu prazo antes que ele começaria o storyboard. Começando por volta da meia-noite, ele iria terminá-lo em torno de seis horas da manhã e passar até essa noite tinta. Terminando tudo em cerca de um dia e meio. Inusualmente, ele só teve um assistente ajudando ele. Toriyama admitiu que pensar só na história de cada capítulo o deixou em alguns pontos apertados, particularmente com a viagem no tempo de Trunks. Mas ele afirmou que a única coisa em que ele confia é em sua capacidade de conectar uma história de volta a um aspecto anterior, fazendo parecer que ele estava foreshadowing. O autor utilizou sugestões dadas por cartas de fãs que recebeu, embora fazendo o oposto do que foi sugerido. Um exemplo é muitos fãs dizendo-lhe para não matar Vegeta, e ele fazendo exatamente isso.
Querendo romper com as influências ocidentais comuns em Dr. Slump, Toriyama apontou para cenários orientais em Dragon Ball, referenciando edifícios chineses e fotografias da China que sua esposa havia comprado. A ilha onde o Tenkaichi Budokai é realizada é modelada conforme Bali, que ele, sua esposa e assistente visitou em meados de 1985, e para a área em torno da nave espacial de Babidi ele consultou fotos da África. Ao incluir lutas no mangá, Toriyama fez com que os personagens fossem a locais desabitados para evitar as dificuldades de atrair residentes e destruir edifícios.
Toriyama disse que na segunda metade da série ele estava mais interessado em inventar a história do que realmente desenhá-la, e que as batalhas se tornaram mais intensas por ele simplificar as linhas. Ele também disse que receberia cartas de leitores queixando-se de que a arte tinha se tornado “muito quadrada”, então ele intencionalmente fez isso mais. Anos mais tarde, ele afirmou que, por Dragon Ball ser um mangá de ação, o aspecto mais importante é o senso de velocidade, então ele não desenhou muito elaborado, chegando a sugerir que se poderia dizer que ele não estava interessado na arte.

## Publicação
Dragon Ball foi serializado na antologia de mangá Weekly Shonen Jump durante 519 capítulos da edição número 51 em 3 de dezembro de 1984 a número 25 em 5 de junho de 1995. Uma história especial, intitulada “Trunks: The Story - The Lone Warrior” (TRUNKS THE STORY －たったひとりの戦士－ Torankusu za Sutōrī -Tatta Hitori no Senshi-), foi publicada junto com o capítulo 386 em 31 de agosto de 1992 na edição número 36/37. Os capítulos individuais foram coletados em 42 volumes tankōbon pela Shueisha de 10 de setembro de 1985 a 4 de agosto de 1995. Estes utilizam qualquer cor ou arte parcialmente colorida nível de cinza; Em comemoração aos 24 anos da série, o tankōbon recebeu uma nova arte na capa que foi usada em todos as reimpressões desde 2009.
Entre 4 de dezembro de 2002 e 2 de abril de 2004, a série foi lançada em uma coleção de 34 volumes kanzenban que retêm a arte-final colorida de sua publicação na Weekly Shōnen Jump. Além de pôsters e arte na capa recém-desenhada por Toriyama, a edição foi dado um final ligeiramente reescrito pelo autor. As novas capas foram desenhadas inicialmente em tinta, digitalizadas em um computador e coloridas através do Corel Painter, antes que Toriyama mudasse a meio caminho para desenhá-las em um tablete gráfico e colorir com o Adobe Photoshop.
A edição de fevereiro de 2013 da V Jump, que foi lançada em dezembro de 2012, anunciou que partes do mangá seriam totalmente coloridas digitalmente e re-lançadas. Vinte volumes, começando pelo capítulo 195 e agrupados por arcos de história, foram lançados entre 4 de fevereiro de 2013 e 4 de julho de 2014. Doze volumes, cobrindo os primeiros 194 capítulos, foram publicados entre 4 de janeiro e 4 de março de 2016.
Dragon Ball também foi lançado em uma edição sōshūhen que visa recriar o mangá como ele foi originalmente serializado na Weekly Shonen Jump; no mesmo tamanho, com as páginas coloridas, o texto promocional e as antevisões do próximo capítulo, além de pôsters desdobráveis. Dezoito volumes foram publicados entre 13 de maio de 2016 e 13 de janeiro de 2017.

### No Brasil
Em janeiro de 1997, a Editora Abril Jovem publicou pela primeira vez no Brasil material quadrinizado relativo a franquia Dragon Ball. Tratava-se de alguns movie books (revistas no estilo film comics, formato similar as fotonovelas) de Dragon Ball, lançados anteriormente no mercado japonês. No Brasil, foram lançadas apenas quatro mini séries mensais, cada uma dividida em duas edições (no Japão, foram 20 movie books em volumes únicos).
A Editora Abril fez um considerável trabalho de adaptação: as onomatopéias foram mantidas, por serem parte integrante da ilustração, porém algumas ficaram invertidas devido ao processo de ocidentalização – leitura da esquerda para a direita. Todavia, a Abril preocupou-se em colocar um asterisco com a tradução de todas as onomatopéias e kanjis existentes nas edições e a tradução dos nomes dos personagens também foi extremamente fiel a versão japonesa. O tipo de papel é ”papel couché brilhoso-LWC60, de baixa gramatura” (o mesmo usado nas páginas das revistas nacionais Veja ou Época) e o preço de cada edição é de R$ 3,30.
O mangá foi publicado pela Conrad Editora entre Dezembro de 2000 e Outubro de 2003, a série foi lançada quinzenalmente e divida em 2 títulos distintos: Dragon Ball com 32 volumes e Dragon Ball Z com 51 volumes. Dragon Ball Z ganhou um prêmio da distribuidora Dinap reconhecendo que o mangá ultrapassou as 100.000 cópias vendidas. Cerca de 6 milhões de exemplares foram vendidos entre 2000 e 2002.
O formato usado nas edições brasileiras foi o formatinho e o número de páginas cada volume equivale a metade de uma edição japonesa. o título chegou ter cenas censuradas, como na edição 17, quando Bulma mostra os seios para o Mestre Kame, no lugar dos mamilos aparece as palavras “boing boing”, segundo a editora a série era consumida pelo público infanto-juvenil e chegou a ser notificada por conta do material considerado imprório a esse tipo de público. A Conrad lançou em Maio de 2005 uma versão encadernada com 240 páginas, intitulada Dragon Ball - Edição Definitiva, a coleção era inspirada no formato kanzenban, seria composta de 34 Edições e continha algumas páginas coloridas e artes inéditas. Entre 2008 e 2010, a editora publica dois dos três tomos do romance que deu origem a Dragon Ball, Jornada ao Oeste de Wu Chengen. O terceiro permaneceu inédito.
Em 2009, Dragon Ball - Edição Definitiva entra hiato e no número 16 por conta de uma reestruturação da editora Em Maio de 2011, a Editora anunciou que não publicaria mais títulos de Dragon Ball por discordar de exigências feitas pela Shueisha, em dezembro do mesmo ano a Panini Comics/Planet Manga anunciou que publicaria  o título no ano seguinte, a primeira edição foi publicada no final de maio de 2012, foi adotado o formatinho (13,7 x 20 cm) contendo 196 páginas (equivalente ao número de páginas de um tankōbon.
Em outubro de 2017, a Panini lança o mangá spin-off Jaco, o Patrulheiro Galáctico.

### Em Portugal
Em 2001, a editora Planeta deAgostini iniciou a publicação do mangá, em formato ocidental e com periodicidade Semanal, até 2002, quando publicados os 42 volumes.
Em Outubro de 2010, a ASA Editores lançou uma nova coleção do mangá. A primeira edição do mangá foi lançada em parceira com o jornal Diário de Notícias.  Apenas a edição da ASA Editores foi publicada no formato de leitura dos mangás japoneses (da direita para a esquerda), em preto e branco contendo 200 páginas. Foi cancelada a impressão de mais volumes após o número 18 por razões desconhecidas.
No IberAnime do Porto em 2024, a Editora Devir surpreende o seu público-alvo ao anunciar o regresso do mangá de Dragon Ball a Portugal através das suas publicações. Esta nova e surpreendente edição será lançada em volumes triplos, à semelhança do que a editora já faz com a manga de One Piece, prefazendo um total de 14 volumes triplos que englobam os originais 42 volumes individuais. Esta nova edição conta também com uma tradução inteiramente nova, executada pelo tradutor José Ribeiro a partir do original japonês. O primeiro volume foi lançado a 27 de Novembro de 2024.

## Spin-offs
Toriyama também criou uma série curta, Neko Majin, que se tornou uma auto-paródia de Dragon Ball. Aparecendo pela primeira vez em agosto de 1999, a série de oito capítulos foi lançada esporadicamente na Weekly Shōnen Jump e Monthly Shōnen Jump até que foi concluída em 2005. Estes capítulos foram compilados em um volume kanzenban lançado em 4 de abril de 2005.
Em dezembro de 2006, a Weekly Shonen Jump publicou um crossover entre Dragon Ball e One Piece, produzido por seus criadores, Akira Toriyama e Eiichiro Oda.
Em julho de 2008, a revista Jump Square publicou mangá inspirado no filme live-action Dragon Ball Evolution produzido por Daisuke Kadokuni.
Dragon Ball SD é um mangá colorido escrito e ilustrado por Naho Ōishi que foi publicado na revista Shueisha Saikyō Jump desde o seu primeiro lançamento em dezembro de 2010. O mangá é uma recensão condensada das várias aventuras de Goku, com muitos detalhes alterados, num estilo de arte super deformed, daí o título. Após quatro capítulos, o salto timestral da Saikyō Jump mudou para uma programação mensal. Os capítulos publicados desde a mudança mensal foram encadernados em quatro volumes tankōbon desde 4 de abril de 2013. O autor já tinha produzido uma quadrinização do especial Dragon Ball: Yo! Son Goku and His Friends Return!!.
Dragon Ball: Episode of Bardock é um mangá de três capítulos, mais uma vez escrito por Naho Ōishi, que foi publicado na revista mensal V Jump de agosto a outubro de 2011. É uma sequência para o especial da TV Bardock - O Pai de Goku, de 1990, com alguns detalhes importantes mudados. A história do mangá gira em torno de Bardock, o pai de Goku, que é apresentado em um cenário em que ele não morreu nas mãos de Freeza e consegue lutar contra o antepassado do seu inimigo como um Super Saiyajin.
O capítulo final da série de mangá de Toriyama, Jaco the Galactic Patrolman, de 2013, revelou que ele é ambientado antes de Dragon Ball, com vários personagens fazendo aparições. Os volumes encadernados de Jaco contêm um capítulo bônus, Dragon Ball Minus, revelando a mãe de Goku.
Em junho de 2015, a revista V-Jump iniciou a publicação de um mangá baseado no anime Dragon Ball Super, o mangá é ilustrado por Toyble ou Toyotarō, autor conhecido pelos fãs de Dragon Ball por um dōjinshi inspirado no famoso hoax Dragon Ball AF e mangás oficiais do jogo Dragon Ball Heroes e do filme Dragon Ball Z: Fukkatsu no F.
Em dezembro de 2016, um mangá intitulado Dragon Ball Side Story: The Case of Being Reincarnated as Yamcha (ドラゴンボール外伝　転生したらヤムチャだった件, Doragon Bōru Gaiden: Tensei-shitara Yamucha Datta Ken) começou a ser publicado na revista digital da Shōnen Jump. Escrito e ilustrado por Dragon Garow Lee, trata-se de um garoto do Ensino Médio, fã de Dragon Ball que, após morrer em um acidente, acorda no corpo de Yamcha no mundo do mangá. Sabendo o que acontece na história, ele treina como Yamcha para torná-lo o mais forte guerreiro. Lee também é conhecido por dōjinshis, tendo feito um crossover entre Dragon Ball e One Punch Man.